# Жиль Тибодо
Жиль Тибодо (фр. Gilles Thibaudeau; 4 березня 1963, м. Монреаль, Квебек, Канада) — колишній професійний канадський хокеїст, нападник, який провів 119 матчів у Національній хокейній лізі за клуби: «Монреаль Канадієнс», «Торонто Мейпл-Ліфс» і «Нью-Йорк Айлендерс», в Швейцарській Національній лізі А за клуби: ХК «Луґано», «Давос», Рапперсвіль-Йона Лейкерс та у Швейцарській Національній лізі В за клуб ХК «Сьєр». Виступав також за клуби Американської хокейної ліги: «Шербрук Канадієнс», «Ньюмаркет Сейнтс» та клуб IHL: «Флінт Дженералс».
Найкращий бомбардир за системою гол+пас Кубка Шпенглера 1995.